# Adoristes poppei
Adoristes poppei är en kvalsterart som först beskrevs av Oudemans 1906.  Adoristes poppei ingår i släktet Adoristes och familjen Liacaridae. Inga underarter finns listade i Catalogue of Life.